# Polygonum recumbens
Polygonum recumbens là một loài thực vật có hoa trong họ Rau răm. Loài này được Royle ex Bab. miêu tả khoa học đầu tiên năm 1838.